# Yom Kippur-krigen
Yom Kippur-Krigen (på hebraisk: מלחמת יום הכיפורים, translitteration: Milkhemet Yom Hakipurim eller מלחמת יום כיפור, Milkhemet Yom Kipur, arabisk: حرب أكتوبر, translitteration: ħarb October eller حرب تشرين, ħarb Tishrin) eller Oktoberkrigen, Ramadankrigen og Den arabisk-israelske krig 1973 blev udkæmpet fra den 6. oktober til den 26. oktober 1973 af en koalition af arabiske lande anført af Egypten og Syrien mod Israel.
Krigen begyndte med Egypten og Syriens overraskelsesangreb på den jødiske soningsdag, yom kippur. Syriske og egyptiske enheder overskred våbenstilstandslinjerne i henholdsvis Golanhøjderne og på Sinai-halvøen, som var fastlagt efter Seksdageskrigen i 1967.
Egypterne og syrerne gjorde hurtige fremskridt i de første 24-48 timer, hvorefter udviklingen svingede til Israels fordel. I løbet af anden uge af krigen var syrerne tvunget ud af Golanhøjderne. På Sinai-halvøen i syd slog israelerne til mod skillelinjen mellem de to invaderende egyptiske hære, krydsede Suez-kanalen (som havde været den gamle våbenhvilelinje) og omringede den egyptiske tredje armé netop som de Forenede nationers våbenhvile trådte i kraft.
Krigen fik vidtrækkende betydning. Den arabiske verden, som var blevet ydmyget af den egyptisk-syrisk-jordanske alliances nederlag under Seksdageskrigen følte en moralsk oprejsning ved en række sejre i begyndelsen af krigen. Denne oprejsning banede vej for den fredsproces som fulgte foruden en række liberaliseringer som Egyptens infitah-politik. Camp David-aftalen, som fulgte i 1978, førte til normaliserede forbindelser mellem Israel og Egypten, som allerede havde været i færd med at frigøre sig fra Sovjetunionen, og nu forlod den sovjetiske indflydelsessfære helt.

## Baggrund

### Casus belli
Krigen var et led i den arabisk-israelske konflikt, en vedvarende konflikt som har omfattet mange krige og slag siden 1948, hvor staten Israel blev dannet. Under Seksdageskrigen i 1967 erobrede israelerne Egyptens Sinai-halvø helt ud til Suez-kanalen, der blev våbenhvilelinjen, samt ca. halvdelen af Syriens Golanhøjder.
I årene efter Seksdageskrigen opførte Israel en række befæstninger i både Sinai og Golanhøjderne. I 1971 brugte Israel $500 mio. på at befæste sine stillinger ved Suez-kanalen, en kæde af befæstninger og enorme skanser, som fik navnet Bar-Lev-linjen efter navnet på den israelske general Chaim Bar-Lev.
Alligevel, ifølge Chaim Herzog:
Den 19. juni besluttede den nationale samlingsregering i Israel enstemmigt at levere Sinai tilbage til Egypten og Golanhøjderne til Syrien til gengæld for fredsaftaler. Golan skulle demilitariseres og særlige arrangementer måtte forhandles på plads vedrørende Tiranstrædet. Regeringen besluttede også at indlede forhandlinger med kong Hussein af Jordan vedrørende østgrænsen.
Den israelske beslutning skulle overbringes de arabiske lande via den amerikanske regering. USA blev informeret om beslutningen, men ikke om at den skulle viderebringe den. Der er ingen dokumentation for at Egypten og Syrien modtog tilbuddet, så de fik det formentlig aldrig. Beslutningen blev holdt hemmelig inden for de israelske regeringskredse, og tilbuddet blev trukket tilbage i oktober 1967.
Både Egypten og Syrien ønskede at få det tabte land tilbage; men på det arabiske topmøde i Khartoum blev der udsendt en erklæring, som omfattede de tre nej-er: "Nej til fred, nej til anerkendelse og nej til forhandlinger med Israel.
Egyptens præsident Gamal Abdel Nasser døde i september 1970. Han blev fulgt af Anwar Sadat, som besluttede sig for at kæmpe mod Israel og vinde det tabte land tilbage. I 1971 erklærede Sadat som svar på et initiativ fra FN-forhandleren Gunnar Jarring, at hvis Israel forpligtede sig til "tilbagetrækning af sine væbnede styrker fra Sinai og Gaza striben" og til gennemførelse af andre dele af Sikkerhedsrådets resolution nr. 242 som krævet af Jarring, ville Egypten "være rede til at indgå en fredsaftale med Israel". Israel svarede, at det ikke ville trække sig tilbage til grænsen fra før juni 1967.
Sadat håbede på, at selv ved at tilføje israelerne et lille nederlag kunne status quo blive ændret. Hafez al-Assad, det syriske statsoverhoved, så anderledes på sagen. Han havde ikke megen interesse i forhandlinger, og han mente, at generobring af Golanhøjderne ville blive en rent militær operation. Siden Seksdageskrigen havde Assad gennemført en massiv oprustning, og han håbede på at kunne gøre Syrien til den dominerende militærmagt blandt de arabiske lande. Med støtten fra Egypten følte Assad sig overbevist om, at hans nye hær kunne vinde overbevisende mod den israelske hær og dermed sikre Syriens rolle i området. Assad forestillede sig først forhandlinger, når Golanhøjderne var blevet generobret med magt, hvilket ville få Israel til at opgive Vestbredden og Gaza samt give andre indrømmelser.
Sadat havde også vigtige indenlandske hensyn for at ønske krig. "De tre år efter Sadat var blevet præsident … var de mest demoraliserede i Egyptens historie … en udtørret økonomi bidrog til landets modløshed. Krig var en desperat mulighed." I sin biografi om Sadat hævdede Raphael Israeli, at Sadat følte, at problemets rod var den store skam over Seksdageskrigen, og inden nogen reformer kunne gennemføres, følte han at skammen måtte overvindes. Egyptens økonomi lå i ruiner, men Sadat vidste, at de grundlæggende reformer, som han følte der var behov for, ville blive dybt upopulære i dele af befolkningen. En militær sejr ville give ham den fornødne popularitet til at han kunne gennemføre ændringer. En del af den egyptiske befolkning, ikke mindst universitetsstuderende, som gennemførte omfattende protestaktioner, ønskede inderligt en krig for at genvinde Sinai og var stærkt utilfredse med at Sadat ikke havde startet en i de første tre år i embedet.
De andre arabiske lande var mere tøvende over fuldt ud at stille sig bag en ny krig. Kong Hussein af Jordan frygtede et nyt stort tab af territorium, som i Seksdageskrigen, hvor Jordans befolkning var blevet halveret. Sadat bakkede også op om kravet fra PLO om at få områderne på Vestbredden og Gaza, og i tilfælde af en sejr lovede han Yasser Arafat, at han skulle få kontrollen over dem. Hussein anså stadig Vestbredden som en del af Jordan og ønskede, at det blev givet tilbage til hans kongerige. Hertil kom krisen med Sorte September krisen i 1970, hvor der nær var udbrudt borgerkrig mellem PLO og den jordanske regering. I den konflikt havde Syrien grebet militært ind til fordel for PLO, hvilket havde bragt Assad på kant med Hussein.
Irak og Syrien havde også et belastet forhold, og irakerne nægtede at deltage i den indledende offensiv. Libanon, som grænsede op til Israel, forventedes ikke at slutte sig til den arabiske krigsindsats på grund af sin lille hær og allerede tydelige ustabilitet. I månederne op til krigen var Sadat travlt beskæftiget med en diplomatisk offensiv for at samle støtte til krigen. I efteråret 1973 hævdede han, at han havde støtte fra over 100 lande. Det var de fleste lande i den arabiske liga, de alliancefrie lande og Organisationen for Afrikansk Enhed (OAU). Sadat havde også arbejdet på at skaffe sig venner i Europa, og havde opnået nogen succes hermed inden krigen. Storbritannien og Frankrig stod sammen med de arabiske lande mod Israel i FN's sikkerhedsråd.

### Begivenheder som ledte op til krigen
Anwar Sadat sagde i 1972 offentligt, at Egypten var forpligtet til at gå i krig mod Israel, og at Egypten var klar til at "ofre en million egyptiske soldater." Fra slutningen af 1972 begyndte Egypten en koncentreret indsats for at opbygge sine styrker. Landet fik MiG-21 jetjagere, SA-2, SA-3, SA-6 og SA-7 jord til luft-missiler, T-55 og T-62 kampvogne, RPG-7 raketstyr og AT-3 Sagger panserværnsmissiler fra Sovjetunionen og forbedrede sin militære taktik ud fra sovjetiske doktriner for slagmarken. Politisk blev generaler, som i vidt omfang havde været ansvarlige for sammenbruddet i 1967, udskiftet med mere kompetente officerer.
De to supermagters rolle var en væsentlig faktor for resultatet af de to krige. Sovjetunionens politik var en af årsagerne til Egyptens militære svaghed. Præsident Nasser kunne kun få udstyr til et missilskjold efter at have besøgt Moskva og tryglet lederne i Kreml herom. Han hævdede, at hvis forsyningerne ikke blev givet, måtte han vende tilbage til Egypten og fortælle det egyptiske folk, at Sovjetunionen havde opgivet dem, og derpå overdrage magten til en af sine ligemænd, som kunne forhandle med amerikanerne. Amerikanerne ville derefter have kontrollen over området, hvilket Moskva ikke kunne tillade.
Et af Egyptens skjulte mål med Udmattelseskrigen var at tvinge Sovjetunionen til at forsyne Egypten med mere avancerede våben og krigsmateriel. Egypterne mente, at den eneste måde at overbevise de sovjetiske ledere om manglerne ved de fleste af de fly og luftforsvarsvåben, som var leveret til Egypten efter 1967, bestod i at sætte dem på prøve mod det avancerede udstyr som USA havde leveret til Israel.
Nassers politik efter nederlaget i 1967 var i konflikt med den sovjetiske. Sovjetunionen søgte at undgå en ny storkonflikt mellem araberne og israelerne for ikke at blive draget ind i en konfrontation med USA. Realiteten i situationen blev tydelig da supermagterne mødtes i Oslo og enedes om at fastholde status quo. Det var uacceptabelt for de egyptiske ledere, og da det blev opdaget at de egyptiske forberedelser til at krydse kanalen var blevet lækket blev det bydende nødvendigt at udvise de sovjetiske rådgivere fra Egypten. I juli 1972 udviste Sadat næsten 20.000 sovjetiske militærrådgivere fra landet og ændrede landets udenrigspolitik i retning af USA. Syrerne forblev tæt knyttet til Sovjetunionen.
De sovjetiske ledere havde ikke stor tiltro til Sadats chancer i en krig. De advarede om, at ethvert forsøg på at krydse den svært befæstede Suezkanal ville føre til store tab. Sovjetunionen, som førte afspændingspolitik, havde ingen interesse i at se en destabilisering i Mellemøsten. I juni 1973 havde den sovjetiske leder Leonid Bresjnev på et møde med præsident Richard Nixon foreslået Israel at trække sig tilbage til sine grænser fra 1967. Bresjnev sagde, at hvis ikke Israel trak sig tilbage "vil vi have svært ved at undgå at den militære situation blusser op" — en indikation af at Sovjetunionen ikke havde været i stand til at holde styr på Sadats planer.
I et interview i Newsweek (9. april 1973) truede præsident Sadat igen med krig mod Israel. Adskillige gange i løbet af 1973 gennemførte arabiske styrker storstilede øvelser, som satte det israelske militær i højeste alarmberedskab, blot for at blive afblæst nogle dage senere. Den israelske ledelse troede allerede, at hvis det kom til et angreb kunne det israelske luftvåben slå det tilbage.
Næsten et helt år inden krigen, erklærede Sadat på et møde den 24. oktober 1972 med det øverste råd for de væbnede styrker, sin hensigt om at gå i krig med Israel selv uden ordentlig støtte fra Sovjetunionen. Planlægningen begyndte i 1971, og blev gennemført i dyb hemmelighed — selv de øverste militære ledere blev ikke informeret om planerne før mindre end en uge inden angrebet, og soldaterne blev først informeret nogle timer inden. Planen om at angribe Israel i samarbejde med Syrien fik kodenavnet Operation Badr (det arabiske ord for "fuldmåne"), efter slaget ved Badr, hvor muslimer under Muhammad besejrede Quraish-stammen i Mekka.

### Forspillet til overraskelsesangrebet
Den israelske militære efterretningstjenestes forskningsafdeling (forkortet "Aman") var ansvarlig for udarbejdelse af Israels trusselsvurderinger. Deres vurderinger af sandsynligheden for krig var baseret på antagelser. For det første blev det korrekt antaget, at Syrien ikke ville gå i krig mod Israel med mindre Egypten også gjorde det. For det andet havde afdelingen erfaret fra en højtrangeret egyptisk kilde at Egypten ønskede at få hele Sinai tilbage, men ikke ville gå i krig indtil de fik MiG-23 jagerbombere, der kunne neutralisere det israelske luftvåben og Scud-missiler der kunne anvendes mod israelske byer som afskrækkelse mod israelske angreb på den egyptiske infrastruktur. Da de ikke havde fået MiG-23'erne, og Scud-missilerne først var ankommet til Egypten fra Bulgarien i slutningen af august og da det ville tage fire måneder at optræne det egyptiske jordpersonel, vurderede Aman at en krig med Egypten ikke var overhængende. Denne antagelse om Egyptens strategiske planer, kaldet "konceptet" farvede i høj grad afdelingens tankegang og førte det til at afvise andre advarsler om krig. Det blev senere afsløret i en bog udgivet af den israelske historiker Roni Bregman, som var bosat i London, at den egyptiske kilde (eller muligvis dobbeltagent) var ingen anden end Ashraf Marwan, en insider i egyptisk politik.
Egypterne gjorde meget for at fremme denne misforståelse. Både israelerne og amerikanerne mente, at udvisningen af de sovjetiske militærrådgivere i alvorlig grad havde forringet den egyptiske hærs effektivitet. Egypterne sikrede at der kom en stadig strøm af falske informationer om problemer med vedligeholdelse og mangel på personel til at betjene det mest avancerede udstyr. Egypterne lavede gentagne vildledende rapporter om mangel på reservedele, som også fandt vej til israelerne. Sadat havde så længe opereret på kanten af krig, at hans hyppige krigstrusler blev ignoreret af verden. I maj og august 1973 havde den egyptiske hær gennemført øvelser ved grænsen og mobiliseringen som svar herpå havde kostet den israelske hær omkring $10 mio.
I ugen op til yom kippur gennemførte den egyptiske hær en ugelang træningsøvelse ved Suezkanalen. Den israelske efterretningstjeneste opdagede store troppebevægelser i retning mod kanalen, men opfattede dem som rene øvelsesmanøvrer. Bevægelsen af syriske tropper mod grænsen var en gåde, men ikke en trussel, fordi, mente Aman, at de ikke ville angribe uden Egypten, og Egypten ville ikke angribe, før det havde fået de våben de ønskede sig.
Den 27. og den 30. september blev der indkaldt to hold reservister til den egyptiske hær for at de kunne deltage i disse øvelser. To dage inden krigsudbruddet, den 4. oktober, meddelte den egyptiske hær officielt, at en del af de indkaldte reservister ville blive sendt hjem for at fjerne israelernes mistænksomhed. Omkring 20.000 tropper blev sendt hjem og efterfølgende fik nogle af disse orlov for at gennemføre Umrah (pilgrimsfærden) til Mekka. 
Den oplagte årsag til at vælge den jødiske helligdag yom kippur til at gennemføre et overraskelsesangreb på Israel var, at på denne ene dag går landet fuldstændig i stå. På yom kippur, den mest hellige dag for jøder, faster ikke kun de ultraortodokse, men også de fleste sekulære jøder, de afstår fra at bruge ild, elektricitet, motorer, radioer, osv. og al trafik på vejene går i stå. Mange soldater tager hjem på orlov og Israel er mest sårbar, især da en stor del af hæren er demobiliseret. Krigen faldt også sammen med den islamiske Ramadan-måned, hvilket betød at mange muslimske soldater også fastede. Mange andre tror, at angrebet op til yom kippur-dagen overraskende nok hjalp Israel til hurtigt at skaffe reservister fra deres hjem og synagoger da veje og kommunikationsmidler stort set var åbne på helligdagen og dermed hjalp til at mobilisere militæret.
Selv om han afslog fra at deltage, havde Kong Hussein af Jordan "mødtes med Sadat og [den syriske præsident] Assad i Alexandria to uger inden. I betragtning af den gensidige mistro, som er fremherskende blandt de arabiske ledere, var det usandsynligt at han havde fået kendskab til konkrete krigsplaner, men det var sandsynligt at Sadat og Assad havde rejst muligheden for krig mod Israel i generelle vendinger for at vurdere sandsynligheden for at Jordan ville gå ind i den." Om aftenen den 25. september fløj Hussein i hemmelighed til Tel Aviv for at advare den israelske statsminister Golda Meir om et snarligt syrisk angreb. "Vil de gå i krig uden egypterne, spurgte Mrs. Meir. Kongen svarede, at det troede han ikke. 'Jeg tror, at de [Egypten] ville samarbejde'". Overraskende nok faldt denne advarsel på døve ører. Aman konkluderede at kongen ikke havde fortalt noget, som de ikke allerede vidste. "Elleve advarsler om krig blev modtaget af Israel i løbet af september fra velplacerede kilder, men [Mossad lederen] Zvi Zamir fortsatte med at insistere på at krig ikke var en mulighed for araberne. End ikke Husseins advarsler fik ham til at tvivle". Han bemærkede senere, at "Vi anså dem ganske simpelt ikke i stand til [krig]"
Til sidst tog Zvi Zamir personligt til Europa for at mødes med Marwan, ved midnat mellem den 5. og 6. oktober. Marwan meddelte ham at et fælles syrisk-egyptisk angreb på Israel var umiddelbart forestående. Det var især denne advarsel, sammen med et stort antal andre advarsler, som endelig fik den israelske overkommando til at handle. Blot timer inden angrebet, blev der udsendt ordre om en delvis mobilisering af reservister.
Ironisk nok viste det sig lettere at indkalde reservisterne end ellers, da de fleste af soldaterne var i synagogerne eller hjemme på helligdagen.

### Mangelen på et israelsk forebyggende angreb
Den israelske strategi var i store træk baseret på den regel, at hvis krig var umiddelbart forestående skulle Israel iværksætte et forebyggende angreb. Det blev antaget at Israels efterretningsvæsen ville give mindst 48 timers varsel inden et arabisk angreb.
Golda Meir, Moshe Dayan og den israelske general David Elazar mødtes kl. 08.05 på yom kippur, seks timer inden krigen brød ud. Dayan indledte mødet med at argumentere for at det ikke var sikkert, at der kom en krig. Derpå fremlagde Elazar sit synspunkt til fordel for et forebyggende angreb på syriske flybaser omkring middag, syriske missilbaser omkring kl. 15 og syriske landstyrker omkring kl. 17. "Da fremlæggelserne var overstået, rømmede statsministeren sig usikkert i nogle øjeblikke, men traf så en klar afgørelse. Der ville ikke blive tale om et forebyggende angreb. Israel kunne snart få brug for amerikansk bistand og det var af afgørende betydning at det ikke fik skylden for krigsudbruddet. 'Hvis vi slår til først, får vi ikke hjælp fra nogen', sagde hun." Europæiske lande, under trussel om en arabisk olie- og handelsboykot, havde holdt op med at levere våben til Israel. Som følge heraf var Israel fuldstændig afhængig af amerikanske våbenleverancer, og var især følsom overfor for noget, som kunne skade dette forhold. Efter at Meir havde truffet sin beslutning ankom der en meddelelse fra Henry Kissinger: "Lad vær med at slå først." Havde Israel slået først, ifølge Henry Kissinger, ville de ikke have fået "så meget som et søm".
David Elazar foreslog en mobilisering af hele luftvåbenet og fire panserdivisioner, i alt 100.000 til 120.000 mand, mens Dayan var tilhænger af en mobilisering af luftvåbenet og to panserdivisioner, i alt omkring 70.000 mand. Meir valgte Elazars forslag, og mobiliseringen gik i gang.

## Kamphandlinger

### I Sinai
De egyptiske enheder rykkede ikke ud over en smal stribe af frygt for at miste beskyttelsen fra deres jord til luft-missiler på vestbredden af Suezkanalen. I Seksdageskrigen havde det israelske luftvåben sønderbanket de forsvarsløse arabiske hære. Egypten og Syrien havde kraftigt befæstet deres side af våbenhvilelinjerne med SAM-batterier (Surface to Air Missiles, jord til luft-missiler) leveret af Sovjetunionen, som det israelske luftvåben ikke havde noget effektivt middel imod. Israel, som havde investeret en stor del af sit forsvarsbudget i opbygningen af regionens stærkeste luftvåben, kom til at opleve, at dets luftvåben var næsten ubrugeligt på grund af tilstedeværelsen af SAM-batterierne.
Da de forudså et hurtigt modangreb fra de tre panserbrigader, som lå bag Bar Lev linjen, havde egypterne udstyret deres angrebsstyrke med et stort antal bærbare anti-tank våben — skulderbårne panserværnsraketter og de knap så talrige, men mere avancerede Sagger trådstyrede missiler, som viste sig ødelæggende for de første israelske pansertropper. Hver af de fem infanteridivisioner, som skulle krydse kanalen var udstyret med RPG-7 raketter og RPG-43 granater, og forstærket med en panserværnsbataljon, da de ville være uden panserstøtte i næsten 12 timer. Hertil kom, at egypterne havde bygget særskilte ramper ved overgangsstederne, som nåede så højt op som 21 meter som modstykke til de israelske ramper, og til at give dækningsild til det angribende infanteri og modstå de første israelske modangreb. Omfanget og effektiviteten af den egyptiske strategi med at indsætte disse anti-tank våben, sammenholdt med israelernes manglende evne til at forstyrre brugen af dem ved støtte fra luften på grund af SAM-skjoldet, bidrog kraftigt til de israelske tab i starten af krigen.
Den egyptiske hær lagde stor vægt på at finde en hurtig og effektiv måde at gennembryde det israelske forsvar på. Israelerne havde bygget store 18 meter høje barrierer, fortrinsvis af sand og forstærket med beton. Egyptiske ingeniører eksperimenterede i starten med eksplosive ladninger og bulldozere til at rydde forhindringerne, indtil en underordnet officer foreslog at bruge højtryksvandkanoner. Ideen blev afprøvet og viste sig at fungere, og adskillige højtryksvandkanoner blev importeret fra Storbritannien og DDR. De egyptiske styrker brugte disse vandkanoner med vand fra Suezkanalen. Vandkanonen fjernede effektivt barrikaderne. 
Kl. 14:05 gennemførtes et luftangreb med 200-250 egyptiske fly, som i meget lav højde gennemførte samtidige angreb mod tre luftbaser og flyvepladser. Ti MIM-23 Hawk SAM-stillinger, større kommandoposter, elektroniske jammingscentre, radarstationer, to langtrækkende artilleristillinger og et befæstet støttepunkt øst for Port Fuad. Den egyptiske kommando vurderede at det egyptiske luftvåben havde nået 95 % af deres mål med minimale tab på 5 fly. Dette var kædet sammen med en spærreild fra mere end 2.000 kanoner i 53 minutter mod stillingerne i Bar Lev linjen og bunkers samt kommandoposter og opmarchområder. 
Under dække af denne spærreild krydsede 4.000 egyptiske tropper herefter Suezkanalen kl. 14:05 i næsten 720 stormbåde, i det der blev kendt som Overgangen, og de blev forstærket af opfølgende bølger indtil hele angrebsstyrken på 32.000 mand havde krydset kanalen i løbet af 3½ time. Infanteriet, som ikke havde egen panserstøtte, fik erobret eller ødelagt alle forterne i Bar-Lev linjen, undtagen et. Kommandoenheder omgik forsvarsstillingerne og fortsatte mod opmarchområderne, hvor de udlagde miner og gennemførte bagholdsangreb på israelske kampvogne og forhindrede de israelske kampvogne i at blande sig de opfølgende bølger af egyptiske tropper, som krydsede kanalen. Klokken 14:30 blev det egyptiske flag hejst på den østlige side af kanalen og kl. 14:46 erobrede egyptiske soldater deres første befæstede stilling. Ingeniørkorpset begyndte at bygge broer over kanalen under artilleribeskyttelse og med infanteristøtte. Klokken 17:50 blev kommandobataljoner transporteret med helikoptere dybt ind i Sinai, så langt som 40 km øst for kanalen, for at genere israelske reservetropper og forhindre at de greb ind. Det israelske luftvåben gennemførte luftangreb for at forhindre broerne i at blive bygget, men blev mødt af kraftig modstand fra SAM-batterierne. 13 israelske fly blev skudt ned mellem Overgangen og kl. 17. Disse angreb var i det store og hele uden effekt, da ødelagte broer hurtigt blev repareret og gjort brugbare af ingeniørtropperne. Den israelske brigade som udgjorde garnisonen i Bar-Lev forterne blev løbet over ende. Efter mindre end seks timer var 15 befæstninger erobret, og de egyptiske styrker trængte adskillige kilometer frem. Da først broerne var blevet lagt krydsede yderligere infanteri med de resterende dysekanoner og bærbare panserværnsvåben over kanalen mens de første egyptiske kampvogne begyndte at krydse kl. 20:30. 18 timer efter angrebet havde fem infanteridivisioner og 850 kampvogne krydset kanalen
En amfibiebrigade bestående af 1.000 soldater, 20 PT-76 kampvogne og 80 pansrede mandskabsvogne krydsede Bittersøerne den 6. oktober. Dens mål var at afbryde fjendens kommando- og kommunikationssystemer langs Mitla- og Gedypassene. Brigaden angreb israelske radar og installationer med elektronisk udstyr langs disse pas og angreb flyvebasen ved Bir-el-Thamada i løbet af den 7. og 8. oktober, inden de vendte tilbage til de egyptiske linjer ved kanalen.
Kun en befæstning, med kodenavnet Budapest (det nordligste fort i Bar-Lev linjen), forblev under israelsk kontrol til krigens slutning.
Overgangen blev gennemført med få tab på egyptisk side: 280 dræbte, 5 fly og 20 kampvogne. På den anden side var de israelske tab indtil om morgenen den 7. oktober betydeligt højere. General Mandler rapporterede, at hans panserdivision nu kun havde 100 mod tidligere 291 kampvogne, mens den pansrede Shomron-brigade i syd var faldet fra 100 til blot 23 kampvogne. I alt 300 israelske kampvogne blev ødelagt under det egyptiske angreb på Bar-Lev linjen og infanteribrigaden som bevogtede Bar-Lev linjen blev udslettet. Omkring kl. 16 erfarede Elazar at det israelske luftvåbens tab i det første 27 timer var oppe på 30 fly.
Ved en omhyggeligt afprøvet operation trængte de egyptiske styrker omkring 4–5 km ind i Sinai-ørkenen med den samlede styrke af to arméer (efter vestlig standard var de på korpsstørrelse, hvilket inkluderede den 2. infanteridivision i den nordlige 2. Armé). 
De egyptiske styrker konsoliderede herefter deres nye stillinger. Den 7. oktober var brohovedet forøget med yderligere 4 km samtidig med at israelske modangreb blev slået tilbage. Om aftenen den 7. oktober havde den 18. infanteridivision fået kontrol med det meste af byen Qantara, og befriede byen den efterfølgende nat efter intense kampe i gaderne.
Den 8. oktober gav den israelske hærchef på sydfronten, Shmuel Gonen, som havde overtaget stillingen blot tre måneder tidligere ved Ariel Sharons pensionering, ordre til et modangreb med de tre brigader i Abraham Adans 162. panserdivision. En af brigaderne blev imidlertid hængende i en trafikprop, og de to øvrige var kun på halv styrke. De angreb nedgravede egyptiske styrker ved Hizayon, men kampvognene blev let ødelagt af Sagger raketter affyret fra egyptiske affyringsramper. Resultatet var en katastrofe for israelerne. Da natten faldt på blev et modangreb fra egypterne stoppet af Ariel Sharons 143. panserdivision—Sharon var blevet genindsat som divisionschef ved krigens begyndelse. Kampene ebbede ud, da ingen af siderne ønskede at iværksætte et stort angreb mod modparten. De israelske tab i disse tidligere slag i Sinai var 49 fly og omkring 500 kampvogne.
 På trods af dette forøgede det israelske luftvåben sine angreb i de følgende dage mod egyptiske stillinger langs kanalen.
Langs hele fronten fortsatte de egyptiske styrker den 9. oktober at gennemføre mindre angreb for at befæste og udvide deres brohoveder, hvilket blev mødt med kostbare israelske modangreb, der blev gennemført på samme måde som den 8. oktober. I løbet af disse to dage havde israelerne mistet i alt 260 kampvogne. I Sharons sektor havde den egyptiske 16. infanteridivision gjort et forsøg på at erobre vigtige højderygge, hvorunder general Shafik Mirti Sedrak mistede livet. Som svar gav Sharon ordre til en række modangreb i løbet af dagen i direkte modstrid med Elazars beslutning om at gå i defensiven. Ledelsen af 2. egyptiske armé sendte en tankbataljon af sted for at hjælpe den 16. division med at afvise de israelske modangreb. I mellemtiden angreb to israelske panserbrigader for at generobre stillinger ved Hamutal, Televiza and Machshir, men det lykkedes ikke at erobre nogen af dem. Da natten faldt på, havde Sharon mistet yderligere 50 kampvogne uden at have vundet noget, selv om det lykkedes for israelerne at få trukket garnisonen ud af Purkan støttepunktet.
Efter at have hørt om Sharons ulydighed blev Elazar rasende. Men frem for at fyre Sharon, der blev anset for at være fornyende, valgte han at erstatte Gonen, som havde vist sig at være ude på dybt vand, med Chaim Bar-Lev, som blev hentet tilbage fra sin pensionering. Da det blev anset for at være farligt for moralen at udskifte ledere ved fronten midt under et slag, blev Gonen udpeget til et være stabschef for den nyudnævnte Bar-Lev. Den 10. oktober var begge sider gået over til at holde en pause i operationerne.
Efter adskillige dages venten stod det klart for den egyptiske ledelse at den israelske indsats var koncentreret om de syriske styrker i Golan. Sadat ønskede at lette presset på syrerne og gav sine øverste generaler (først og fremmest Saad El Shazly og Ahmad Ismail Ali) ordre til at angribe. Den 2. og den 3. arme skulle angribe mod østpå på samme tid og efterlade 5 infanteridivisioner til at holde brohovederne. Angrebsstyrken bestod af 400 kampvogne  og ville ikke have SAM beskyttelse, så det egyptiske luftvåben fik til at opgave at beskytte disse styrker mod israelske luftangreb. Pansrede og mekaniserede enheder begyndte angrebet den 14. oktober med artilleristøtte. De stod overfor 600 israelske kampvogne støttet af infanteri med SS.11 og nyligt leverede BGM-71 TOW raketter (IDF havde omkring 60.000 mand infanteri i Sinai den 14. oktober) "Angrebet, det største siden det indledende egyptiske angreb på yom kippur, var en total fiasko, den første store egyptiske modgang i krigen. I stedet for at koncentere styrker ved manøvre, bortset fra wadi fremstødet, brugte de dem på frontalangreb på ventende israelske brigader. De egyptiske tab den dag blev vurderet til mellem 150 og 250 kampvogne."
Dagen efter, 15. oktober, indledte israelerne operation Abiray-Lev ("tapper")—modangrebet mod egypternes krydsning af Suezkanalen. Angrebet var en voldsom ændring i den israelske taktik, som tidligere havde baseret sig på luft- og panserstøtte, støtte som var blevet decimeret af de velforberedte egyptiske styrker. I stedet for brugte israelerne infanteri til at infiltrere de egyptiske SAM-stillinger og anti-tank batterier, som var ude af stand til at rigtigt at håndtere infanteriangreb. Baseret på den antagelse at egypterne var vendt tilbage til deres form fra 1967 efter det fejlslagne angreb den 14. oktober, gik operation tapper ud fra at man skulle bruge en dag på at krydse Suezkanalen og en dag yderligere til en hurtig fremrykning til Suez. Denne tidsramme viste sig at være lovlig optimistisk.
Den 143. panserdivision under generalmajor Ariel Sharon og Adans 162. panserdivision angreb den egyptiske front lige nord for den Bittersøerne i nærheden af Ismailia. Israelerne slog til mod et svagt punkt i den egyptiske linje – sammenføjningen mellem den egyptiske 2. armé mod nord og den 3. arme mod syd. I løbet af tre dage med nogle af den mest voldsomme kampe i krigen i Slaget ved Den Kinesiske Farm (et overrislingsprojekt øst for kanalen og nord for overgangsstedet) åbnede israelerne et hul i den egyptiske front og nåede frem til Suezkanalen. Foran den israelske hovedstyrke krydsede en brigade faldskærmstropper under ledelse af oberst Danny Matt Suezkanalen tæt fulgt af 30 kampvogne i de første timer af den 16. oktober, uden at møde modstand, og efterfølgende etablerede de et brohoved, der var 5 km dybt. Brigaden var afskåret fra de israelske enheder i næsten 24 timer mens slaget fortsatte ved Den Kinesiske Farm. En egyptisk infanteribrigade indledte et angreb om morgenen den 16. oktober, som nåede frem til ca. en kilometer fra kanalen, inden voksende tab tvang brigaden til at trække sig tilbage. Sharon sendte enheder ud for at slå til mod SAM enheder, og selv om kun omkring 3 batterier blev ødelagt, besluttede den egyptiske ledelse at trække alle de resterende batterier tilbage til mere sikre stillinger, hvilket mindskede deres effektivitet og gjorde det muligt for det israelske luftvåben at yde støtte til tropperne på jorden.
Inden krigen ville intet vestligt land levere broslagningsudstyr til israelerne af frygt for at israelerne ville krydse kanalen. Det lykkedes dem at købe og restaurere forældede modulære ponton broer på en fransk skrammelplads med udstyr fra 2. verdenskrig. Israelerne byggede også en temmelig avanceret "rulle bro", men logistiske forsinkelser som følge af trafikpropper på vejene til overgangsstedet forsinkede dens ankomst til kanalen i adskillige dage. Indsættelsen af pontonbroen skete om natten mellem den 16. og 17. oktober og Adans 162. division krydsede kanalen om natten mellem den 17. og 18. oktober. En egyptisk faldskærmsbrigade, som havde styret en effektiv artilleribeskydning mod det israelske overgangsområde, blev tvunget nordpå af Sharons division, indtil de ikke længere kunne se overgangsområdet. De reducerede det egyptiske artilleris effektivitet, og om morgenen den 19. oktober placerede israelerne deres 2. bro over kanalen, selv om opfangede radiomeddelelser fortsatte med at indikere kraftige israelske tab. Sharons division med en faldskærms- og tre panserbrigader fortsatte med at rykke frem nordpå i et forsøg på at erobre Ismailia og afskære 2. Armés hovedforsyningslinje. En kombineret styrke bestående af to faldskærmsbrigader og en pansret brigade stoppede dette fremstød 10 km syd for Ismailia i fire dages kamp mellem den 18. og den 22. oktober hvor de tilføjede de israelske pansertropper og Matts faldskærmstropper store tab. I mellemtiden var Adan, som havde krydset kanalen den 17. oktober fortsat sydpå med henblik på at afskære den egyptiske tredje armé. Ved krigens slutning var israelerne et godt stykke inde i Egypten, hvor de nåede 101 km stenen fra hovedstaden Cairo.

### I Golanhøjderne
I Golanhøjderne angreb syrerne de israelske forsvarsstillinger, der omfattede to brigader og 11 artilleribatterier, med fem divisioner og 188 batterier. Ved slagets begyndelse stod 180 israelske kampvogne og 60 israelske kanoner overfor omkring 1.300 syriske kampvogne. Alle de israelske kampvogne i Golanhøjderne var i kamp under de indledende angreb. Syriske kommandosoldater, der blev landsat med helikoptere, erobrede det vigtigste israelske støttepunkt Jabal al Shaikh på (Hermonbjerget), som var udstyret med en bred vifte af overvågningsudstyr.
Golanhøjderne havde høj prioritet for den israelske overkommando. Kampene i Sinai foregik tilstrækkelig langt væk til at de israelske befolkningscentre ikke umiddelbart var truede. Hvis syrerne derimod brød igennem i Golan kunne de let rykke frem mod Tiberias, Safed, Haifa, Netanya og Tel Aviv. Reservister blev sendt til Golan så hurtigt som muligt. De fik tildelt kampvogne og sendt til fronten så snart de ankom til hærens depoter uden at vente på at de besætninger, som havde trænet sammen blev samlet og uden at vente på at maskingeværer blev monteret og uden at tage sig tid til at kalibrere kampvognenes kanoner (en tidsrøvende opgave).
Som egypterne i Sinai holdt syrerne i Golan sig under der SAM skjold. Ligesom i Sinai gjorde syrerne brug af de sovjetiske anti-tank våben, som på grund af terrænet ikke var så effektive som i den flade Sinaiørken.
Syrerne havde regnet med at det ville tage mindst 24 timer for de israelske reservister at nå frem til frontlinjen, men de begyndte at nå frem allerede 15 timer efter at krigen begyndte.
Ved slutningen af den første dag havde syrerne (som havde været i overtal i forhold til israelerne i Golan som 5:1 og i nogle tilfælde 11:1, og som havde kampvogne i forholdet 10:1) opnået en moderat succes. Israelerne forsvarede sig hårdnakket, mens kampvogne og kanoner desperat forsøgte at holde syrerne tilbage. De havde mobilt artilleri og benyttede det med stor effektivitet. De israelske artillerister havde trænet i Golanhøjderne mange gange og var effektive. De syriske SAM batterier nedskød omkring 40 israelske fly, men de israelske piloter ændrede hurtigt taktik og fløj i lav højde ind over Jordan, slog ned over Golanhøjderne og ramte syrerne i flanken og undgik mange af SAM batterierne. De israelske fly smed både konventionelle bomber og napalm, og ødelagte syriske køretøjer lå snart strøet på jorden. Alligevel blev den forreste israelske linje løbet over ende i løbet af seks timer på grund af selve vægten i angrebet.
En syrisk panserbrigade passerede gennem hullet ved Rafid, drejede mod nordvest op ad en sjældent brugt rute, der kaldtes Tapline Road, som skar diagonalt over Golan. Denne vej skulle vise sig at være et af de vigtigste strategiske punkter i slaget. Den førte lige fra det syriske hovedgennembrudspunkt til Nafah, som ikke kun var der hvor det israelske divisionshovedkvarter var placeret, men den vigtigste korsvej i højderne.
I løbet af natten holdt løjtnant Zvika Greengold, som netop var ankommet til slaget uden at være tilknyttet nogen enhed, dem stangen med sin enlige kampvogn indtil der nåede hjælp frem.
I de næste 20 timer kæmpede Zvika styrker, som han blev navngivet på radionettet, løbende slag mod syriske kampvogne – nogle gange alene, andre gange som del af en større enhed – og skiftede kampvogn seks gange efterhånden som de blev ødelagt. Han blev såret og fik forbrændinger, men forblev i kamp og dukkede på kritiske tidspunkter op fra en uventet retning for at ændret udfaldet af en træfning.
For sin indsats blev Zvika en nationalhelt i Israel.
I løbet af fire dages kampe lykkedes det mod nord for den israelske 7. panserbrigade under ledelse af Yanush Ben Gal) at holde fast i den klippefyldte bjergfront, som forsvarede den nordlige flanke af deres hovedkvarter i Nafah. Af en endnu ikke forklaret årsag var syrerne tæt på at nå de israelske forsvarere ved Nafah, men de stoppede fremrykningen ved Nafahs hegn og tillod israelerne at stable en forsvarslinje på benene. Den mest sandsynlige forklaring er, at syrerne havde beregnet fremskridt, og lederen i felten ville ikke afvige fra planen.
Mod syd derimod havde den pansrede Barak brigade ingen naturlig beskyttelse og de begyndte at lide svære tab. Den israelske brigadechef oberst Shoham blev dræbt på andendagen af kampene sammen med sin næstkommanderende og deres operationsofficer (hver i sin kampvogn), mens syrerne desperat forsøgte at rykke frem mod Genesaret sø og Nafah. På dette tidspunkt ophørte brigaden med at fungere som en sammenhængende styrke selv om de overlevende kampvogne og besætninger fortsatte med at kæmpe hver for sig. Syrerne led imidlertid også store tab. Israelske kampvogne lod granater regne ned over de fremrykkende syrere som led store tab. Den syriske brigadegeneral Omar Abrash blev dræbt, da hans kommandokampvogn fik en direkte træffer.
Heldet begyndte at vende i Golan i takt med at de ankommende israelske reservestyrker kunne omslutte og fra den 8. oktober trænge den syriske offensiv tilbage. De små Golan højder var for små til at fungere som en effektiv buffer, i modsætning til Sinai-halvøen mod syd, men det viste sig at være et strategisk geografisk støttepunkt og var en afgørende nøgle til at forhindre den syriske hær i at bombardere byerne mod syd. Da man nåede til onsdag den 10. oktober var den sidste syriske enhed i den centrale sektor blevet trængt tilbage over den tidligere våbenstilstandslinje.
Der skulle nu træffes beslutning om, man skulle stoppe ved grænsen fra 1967 eller fortsætte ind på syrisk område. Den israelske overkommando brugte hele den 10. oktober på at debattere dette spørgsmål. Nogle gik ind for at standse. Det ville give soldaterne mulighed for at blive overflyttet til Sinai (Shmuel Gonens nederlag var indtruffet to dage tidligere). Andre foretrak at forsætte angrebet ind i Syrien mod Damaskus, hvilket ville slå Syrien ud af krigen. Det ville samtidig genoprette Israels image som den dominerende magt i området og give dem noget at handle med, når krigen var slut. Andre igen indvendte at Syrien havde stærke forsvarsstillinger – kampvognsfælder, minefelter og støttepunkter og at det ville være bedre at kæmpe fra defensive stillinger i Golan (frem for det flade terræn i Syrien) i tilfælde af en ny krig med Syrien. Statsminister Meir erkendte det afgørende punkt i hele debatten:
Det ville tage fire dag at flytte en division til Sinai. Hvis krigen sluttede indenfor denne periode ville krigen slutte med et territorialt tab for Israel i Sinai og ingen gevinst i nord – et rent nederlag. Det var en politisk sag, og hendes beslutning var at krydse våbenstilstandslinjen. Angrebet skulle starte den følgende morgen, torsdag den 11. oktober.

Fra den 11. til 14. oktober trængte de israelske styrker ind i Syrien, men syriske reservetropper ydede hård modstand fra forberedte stillinger. Israelerne fortsatte deres fremrykning og nåede frem til hovedforsvarslinjen omkring Sassa. Israelerne havde dermed erobret yderligere 50 km² land ved Bashan. Herfra kunne de beskyde udkanten af Damaskus kun 40 km borte med tungt artilleri. Syriske MiG-jagere angreb israelerne som led i det desperate forsvar af Damaskus.
I takt med at den arabiske stilling på slagmarkerne blev stadig dårligere, steg presset på Kong Hussein for at få ham til at sende sin hær i krig. Han fandt på måder at imødekomme disse krav uden at lægge sit kongerige åbent overfor israelske luftangreb. I stedet for at angribe Israel fra deres fælles grænse sendte han en ekspeditionsstyrke ind i Syrien. Han lod Israel kende sine hensigter gennem amerikanske mellemmænd, i håb om at det [Israel] ville acceptere at dette ikke var en casus belli som berettigede et angreb på Jordan. Dayan afviste at give en sådan forsikring, men Israel havde ikke til hensigt at åbne en ny front.
Irak sendte også en ekspeditionsstyrke til Golan på ca. 30.000 mand, 250-500 kampvogne og 700 pansrede mandskabsvogne. De irakiske divisioner var rent faktisk en strategisk overraskelse for den israelske hær, som forventede mindst 24 timers forvarsel om et sådant træk. Det blev til en operativ overraskelse, da irakerne angreb den udsatte sydlige flanke på de fremrykkende israelske kampvogne, som tvang de forreste enheder til at trække sig nogle kilometer tilbage for at undgå at blive omringet.
Kombinerede syriske, irakiske og jordanske modangreb forhindrede yderligere israelske erobringer. De var til gengæld heller ikke i stand til at presse israelerne tilbage fra frontfremspringet ved Bashan.
Den 22. oktober generobrede Golani Brigaden og Sayeret Matkal kommandosoldater forposten på Hermonbjerget, efter at have været udsat for meget store tab fra forskansede syriske snigskytter, som var placeret på bjerget. Et angreb to uger tidligere havde kostet 25 døde og 67 sårede, mens et andet angreb kostede yderligere 55 døde og 79 sårede. En israelsk bulldozer med israelsk infanteri brød vej til toppen og forhindrede at toppen faldt i syrernes hænder efter krigen. En faldskærmsbrigade erobrede de tilsvarende syriske forposter på bjerget.

### På havet
Flådetræfningerne i Yom Kippur-Krigen var de første søslag mellem missilbåde der brugte sø til sø-missiler. I Slaget ved Latakia, et revolutionerende søslag mellem syrerne og israelerne, som fandt sted den 7. oktober på krigens anden dag vandt israelerne en klar sejr, som viste hvor stærke små, hurtige missilbåde udstyret med avanceret elektronisk jammingudstyr kunne være. Slaget gav også den israelske flåde, som længe havde været usynlig i Israels væbnede styrker, en plads som en formidabel og effektiv styrke i sig selv. Efter dette og andre mindre søslag blev syrerne i deres baser ved Middelhavet i det meste af krigen, så søvejen til Israel forblev delvis åben.
Ifølge den egyptiske historiker Hassan El Badri afslørede egyptisk flådeovervågning omkring kl. 13 d. 7. oktober at en eskadre på ni israelske missilbåde i Middelhavet nærmede sig Alexandria østfra. Der blev forberedt et baghold i området mellem Damietta og Burullu, øst for Rachîd. Den egyptiske flåde var udstyret med Styx-missiler, som havde længere rækkevidde end de Gabriel-missiler, som den israelske flåde brugte, således at egypterne havde en fordel. Bagholdsangrebet lykkedes og fire israelske fartøjer blev sænket, mens resten trak sig tilbage. Et egyptisk fartøj blev også sænket i slaget, men det meste af besætningen overlevede med flere sårede. Ifølge israelske og vestlige kilder foregik slaget ved Baltim omkring midnat. Den israelske flåde opdagede fire missilbåde, som var ved at forlade Alexandria. En israelsk eskadre på seks missilbåde stak ud for at afskære denne styrke. I slaget undgik israelerne ved hjælp af elektronisk jamming de egyptiske missiler og forfulgte derefter de egyptiske missilbåde. Det lykkedes israelerne at sænke tre inden de vendte tilbage til havn.
Badri opsummerede søkrigen:
- I løbet af natten mellem den 15. og 16. oktober sejlede en eskadre egyptiske missilbåde ind i Abū Qīr bugten kl. 1:23 den 16. oktober. Fire minutter senere blev to israelske fartøjer identificeret og yderligere to blev set minutter senere. Klokken 1:35 afskød den egyptiske eskadre sine missiler mod alle fire israelske skibe. Egyptisk kystartilleri affyrede også missiler mod de israelske fartøjer. To israelske fartøjer blev sænket, et tredje strandede i nærheden af Rachîd, og det fjerde kunne trække sig tilbage. Ved daggry den 16. oktober angreb egyptiske fly det grundstødte fartøj og ødelagde det. Derefter kunne den egyptiske flåde bjærge et Gabriel-missil uskadt fra vraget.[65]

- Egyptiske undervandsbåde sænkede også to israelske handelsskibe, som havde passeret den egyptiske blokade i Middelhavet. I gennemsnit anløb 200 handelsskibe Israels middelhavshavne hver måned. Fra den 6. til den 13. oktober anløb kun 23 handelsskibe disse havne.[65]

- Den israelske flåde kunne ikke bryde den egyptiske flådes blokade i Det Røde Hav af israelske skibe eller skibe med israelsk destination, og Israels olieforsyning via havnen i Eilat blev hæmmet. En israelsk olietanker der kunne rumme 2.000 tons og en anden, Sirus, med en kapacitet på 46.000 tons blev sænket af egyptiske søminer nær udmundingen af Suezbugten. Et andet israelsk skib blev ramt af to 21" torpedoer fra en egyptisk undervandsbåd ud for Port Sudan den 6. oktober. Skibet forsvandt og mentes sænket. Under hele krigen blev israelsk sejlads i det Røde Hav fuldstændig indstillet.[71]

- Flere andre gange under krigen iværksatte den israelske flåde små angreb på egyptiske havne. Både hurtigbåde og Shayetet 13-frømænd tog del i disse angreb. Formålet var at ødelægge skibe som egypterne skulle bruge til at færge deres egne kommandosoldater om bag de israelske linjer. Den overordnede effekt af disse angreb på krigen var beskeden, og egypterne slog adskillige af angrebene tilbage.[72]

Ifølge israelske og vestlige kilder mistede israelerne ingen fartøjer i krigen. Ifølge historikeren Benny Morris mistede egypterne syv missilbåde og fire torpedobåde og kystbevogtningsfartøjer mens syrerne mistede fem missilbåde, en minestryger og et kystbevogtningsfartøj. Ifølge Chaim Herzog var den israelske flådes tab på tre døde og 24 sårede, mens syrerne og egypterne mistede 19 fartøjer. 42 missiler blev affyret mod israelske mål til søs under krigen.

### Deltagelse af andre lande

#### Hjælp til Egypten og Syrien
Fra den 9. oktober begyndte Sovjetunionen at forsyne Egypten og Syrien fra luften og ad søvejen. Sovjetunionen fragtede 15.000 tons via en luftbro, hvoraf mere end halvdelen af forsyningerne og næsten alle kampvognene gik til Syrien. Hertil kom yderligere 63.000 tons, som fortrinsvis gik til Syrien ad søvejen. Det var imidlertid svært for Egypten og Syrien at vælge hvilke forsyninger, der skulle leveres, hvilket ofte betød at hårdt savnede forsyninger fik en lav prioritet. 
Ud over Egypten, Syrien, Jordan og Irak var adskillige andre arabiske lande involveret i krigen og gav våben og penge. Algeriet sendte en eskadrille MiG-21 jagere og en eskadrille Su-7 jagerbombere til Egypten, hvortil de begge ankom mellem den 9. og den 11. oktober. Algeriet sendte også en panserbrigade, hvor fortroppen begyndte at ankomme den 17. oktober. Libyske styrker var udstationeret i Egypten inden krigsudbruddet. Libyen bidrog med en panserbrigade og to eskadriller Mirage III jagere, hvoraf en eskadrille blev fløjet af egyptiske piloter. Marokko sendte en infanteribrigade til Egypten og et panserregiment til Syrien. En infanteribrigade bestående af palæstinensere var i Egypten inden krigsudbruddet. Saudi Arabien og Kuwait gav finansiel støtte og sendte nogle symbolske styrker som kunne deltage i kampen. Pakistan sendte 16 piloter og en ambulanceenhed til Egypten og yderligere en til Syrien. Bangladesh sendte et lægehold og nødhjælpsforsyninger.
Ud over sine styrker i Syrien sendte Irak en eskadrille Hawker Hunter jagere til Egypten. Eskadrillen fik hurtigt ry blandt de egyptiske ledere i felten for sine færdigheder i at yde støtte fra luften og især i bekæmpelse af kampvogne.
Den algeriske panserbrigade med næsten 200 kampvogne ankom til fronten den 24. oktober og deltog derfor ikke i kampene. Den sudanesiske brigade ankom også for sent, den 28. oktober. Næsten alle arabiske forstærkninger ankom uden at der var opstillet en logistisk plan eller uden støtte og det forventedes, at deres værter kunne forsyne dem, hvilket i adskillige tilfælde forårsagede logistiske problemer. På den syriske front førte manglende koordination mellem de arabiske styrker til adskillige eksempler på at de beskød hinanden.
I de første dage af november efter krigen betalte Algeriet omkring 200 mio. dollars til Sovjetunionen for at finansiere våbenkøb til både Egypten og Syrien.
Radioen i Uganda meddelte, at Idi Amin sendte ugandiske tropper for at kæmpe mod Israel. Cuba sendte omkring 1.500 mand, herunder kampvogne og helikopterbesætninger, som efter sigende også kom i kamp mod IDF.

#### Hjælp til Israel
Da krigen brød ud forventede de amerikanske ledere at krigslykken hurtigt ville vende til fordel for de bedre udstyrede israelere, og at de arabiske hære ville være fuldstændigt besejrede indenfor 3-4 dage.  De amerikanske forsyninger til Israel havde indtil da bestået af ammunition, ikke mindst anti-tank og antiluftskyts. Det stod imidlertid klart den 9. oktober at der ikke ville indtræffe et sådant hurtigt omslag, og at IDF's tab var uventet høje. Israel var så tæt på et nederlag at den israelske regering beordrede en klargøring af Israels kernevåben. Det drejede sig om tretten 20-kiloton sprænghoveder fordelt på Jericho kortrækkende ballistiske missiler og F-4 Phantom II kampfly. Kissinger fik nys om klargøringen d. 9. oktober.
Samme dag gav præsident Nixon ordre til indledningen af Operation Nickel Grass, en amerikansk luftbro, som skulle erstatte alle Israels tab af materiel. Israel begyndte at modtage forsyninger den 13. oktober, om end noget udstyr såsom TOW missiler var ankommet inden den 11. oktober. Ifølge Abraham Rabinovich: "Selv om den amerikanske luftbro ikke straks erstattede Israels tab af materiel, tillod den Israel at bruge det forhåndenværende udstyr mere rundhåndet". Ved afslutningen af Nickel Grass havde USA afskibet 22.395 tons udstyr til Israel. Det nationale israelske luftfartsselskab El Al tog del i luftbroen og fløj 5.500 tons materiel til Israel. Blandt forsyninger som blev sendt til Israel var topmoderne udstyr såsom AGM-65 Maverick- og TOW-missiler, som først var blevet sat i produktion tre år tidligere, foruden højt avanceret elektronisk jammingsudstyr, sammen med amerikanske instruktører som hurtigt skulle uddanne israelske styrker i brugen af disse våben.
USA gennemførte også sin egen forsyningsoperation til søs og leverede 33.210 tons til Israel inden den 30. oktober. 
Egyptiske ledere bemærkede, at den 13. og 15. oktober sporede varslingsradarer et fly, som fløj i 25 km højde med en hastighed på mach 3, hvilket gjorde det umuligt at opfange det med hverken jagerfly eller SAM-missiler. Flyet fortsatte med at krydse hele kanalzonen, flådebaserne i det Røde Hav (Hurghada og Safaga), fløj over flybaserne og luftforsvaret i Nildeltaet og endte med at forsvinde fra radarskærmene over Middelhavet. Hastighed og højde pegede i retning af at det var et amerikansk SR-71 Blackbird, et langtrækkende strategisk rekognosceringsfly. Ifølge de egyptiske hærledere hjalp de således indsamlede informationer israelerne med at forberede angrebet på Egypten den 14. oktober og bidrog til at gennemføre "Operation tapper".

### Våben
De arabiske hære var fortrinsvis udstyret med sovjetisk fremstillede våben, mens Israels våben fortrinsvis var af vestligt fabrikat. De arabiske hæres T-54/55 og T-62 kampvogne var udstyret med natkikkerter, hvilket de israelske kampvogne manglede. Det gav araberne en ekstra fordel på slagmarken under de natlige kampe, mens de vestlige kampvogne, som israelerne brugte havde bedre pansring og/eller bevæbning.
| Type                             | Arabiske hære | Israel |
| -------------------------------- | --- | --- |
| Kampvogne                        | Egypten, Syrien og Irak brugte T-34/85, T-54, T-55, T-62 og PT-76, foruden SU-100/152 selvkørende artilleri fra 2. verdenskrig. | M50 Sherman, M51 Sherman, M48 Patton, M60 Patton, Centurion og ca. 200 T-54/55 erobret under Seksdageskrigen, og senere opgraderet med Britiske 105 mm L7 kanoner.                |
| PMV-er og infanterikampkøretøjer | BTR-40, BTR-152, BTR-50, BTR-60 PMV-er og BMP 1                                                                                 | M2 og M3 halvbæltekøretøjer fra 2. Verdenskrig, M113 |
| Artilleri                        | 2A18, M1937 haubits, BM-21 | M109 selvkørende haubits, M107 selvkørende kanon, M110 selvkørende haubits, M50 selvkørende haubits, Makmat 160 mm selvkørende mortér, Obusier de 155 mm Modèle 50 og Soltam M-68 |
| Fly                              | MiG-21, MiG-19, MiG-17, Su-7B, Tu-16, Il-28, Il-18, Il-14, An-12, Aero L-29                                                     | Mirage III, Mirage V, F-4 Phantom, A-4 Skyhawk og IAI Sa`ar (modificeret Super Mystére )                                                                                          |
| Helikoptere                      | Mi-6, Mi-8 | Super Frelon, CH-53, AB-205 |
| Anti-luftskyts                   | SA-6 Gainful, SA-3 Goa, SA-2 Guideline, ZSU-23-4                                                                                | HAWK, MIM-72/M48 Chaparral |
| Infanterivåben                   | Carl Gustav M/45, AK-47, RPK, RPD, DShK HMG, AT-3 Sagger og RPG-7                                                               | Uzi, FN FAL, M16, FN MAG, Browning M2 maskingevær, Nord SS.11, M72 LAW og TOW |

## Våbenhvilen og tiden umiddelbart efter

### Egyptens omringede tredje armé
De Forenede Nationers sikkerhedsråd vedtog med stemmerne 14-0 resolution nr. 338, der opfordrede til en våbenhvile, der stort set blev forhandlet på plads mellem USA og Sovjetunionen den 22. oktober. Den opfordrede "alle parter i de nuværende kampe" til "straks at afslutte alle militære operationer". Den trådte i kraft 12 timer senere kl. 18.52 israelsk tid. Da den trådte i kraft efter mørkets frembrud var det umuligt for overvågnings satellitter at fastslå hvor frontlinjen gik da kampene skulle ophøre. Inden våbenhvilen trådte i kraft havde den amerikanske udenrigsminister Henry Kissinger fortalt den israelske statsminister Golda Meir: "De bliver ikke mødt med voldelige protester hvis der sker noget i løbet af natten mens jeg flyver. Der kan ikke ske noget i Washington før middag i morgen."
Da våbenhvilen trådte i kraft var de israelske styrker kun nogle få hundrede meter fra deres mål – den sidste vej, som forbandt Cairo og Suez, og Sharons division havde trods gentagne forsøg ikke fået erobret Ismailia og afskåret den 2. egyptiske armés forsyningslinjer. Adans fremstød sydpå havde efterladt israelske og egyptiske enheder spredt ud over slagmarken uden klare linjer mellem dem. Egyptiske og israelske enheder forsøgte at omgruppere sig, og regulære ildkampe brød ud da begge sider overtrådte våbenhvilen. I løbet af natten blev 9 israelske kampvogne ødelagt på forskellige steder. Disse skærmydsler gav de israelske militære ledere, som var frustrerede over at de endnu ikke havde afskåret vejen mellem Cairo og Suez for en undskyldning til at genoptage deres fremrykning sydpå. Adan besluttede at forsætte sit angreb den 23. oktober. David Elazar bad om tilladelse til at fortsætte fremrykningen sydpå, og Moshe Dayan godkendte det. Israelske tropper afsluttede fremrykningen mod syd, erobrede vejen og indespærrede den 3. egyptiske armé øst for Suezkanalen. Da Sadat protesterede over israelske krænkelser af våbenhvilen hævdede Israel at egyptiske tropper havde skudt først. Israelske kampvogne og faldskærmstropper gik ind i Suez i et forsøg på at erobre byen, men faldt i et baghold af tropper fra 3. armé og blev omringet. I slaget ved Suez lykkedes det de israelske faldskærmstropper at slippe ud af byen, selv om det kostede store tab og ikke resulterede i en taktisk gevinst.
Den næste morgen, 23. oktober, var der hektisk diplomatisk aktivitet. Sovjetiske rekognosceringsfly havde bekræftet at israelske styrker var på vej sydpå, og Sovjetunionen beskyldte Israel for forræderi. I en telefonsamtale med Golda Meir spurgte Henry Kissinger: "Hvordan kan nogen nogensinde vide hvor en linje er eller var i ørkenen?". Meir svarede: "De ved det". Kissinger hørte om den indesluttede egyptiske hær kort efter.
Kissinger erkendte at situationen stillede USA overfor en fantastisk mulighed. Egypten var fuldstændig afhængig af USA til at forhindre Israel i at nedkæmpe dens omringede hær, som nu hverken havde adgang til fødevarer eller vand. Den position kunne senere forhandles til at USA skulle mægle i konflikten og fjerne den sovjetiske indflydelse på Egypten.
Som følge heraf udøvede USA et voldsomt pres på israelerne for at få dem til at afstå fra at ødelægge den indeslutte arme, og truede endda med at støtte en FN resolution, der skulle tvinge israelerne til at trække sig tilbage til deres stillinger den 22. oktober, hvis de ikke tillod ikke-militære forsyninger at nå frem. I en telefonsamtale med den israelske ambassadør Simcha Dinitz, sagde Kissinger til ambassadøren at nedkæmpelsen af den 3. egyptiske hær "er en mulighed, som ikke eksisterer" Selv om den var omringet lykkedes det for den 3. armé at fastholde sin kampkraft øst for kanalen og holde fast i sine forsvarsstillinger.

### Atomalarm
I mellemtiden sendte Bresjnev et brev til Richard M. Nixon midt om natten mellem den 23. og 24. oktober. I brevet foreslog Bresjnev at amerikanske og sovjetiske tropper blev afsendt for at sikre, at begge sider overholdt våbenhvilen. Han truede også med at "jeg vil sige det lige ud, at hvis De finder det umuligt at handle i fællesskab med os i denne sag, vil vi stå overfor nødvendigheden af straks at tage de fornødne skrift ensidigt. Vi kan ikke tillade egenmægtighed fra Israels side." Kort sagt truede Sovjetunionen med at intervenere i krigen på Egyptens side.
Sovjetunionen satte syv luftbårne divisioner i alarmberedskab og en luftbro blev etableret for at kunne transportere dem til Mellemøsten. En luftbåren kommandopost blev opstillet i det sydlige Sovjetunionen. Adskillige enheder fra luftvåbenet blev også alarmeret. "Rapporter indikerede også at mindst en af divisionerne og en eskadrille transportfly var blevet flyttet fra Sovjetunionen til en flybase i Jugoslavien".
Sovjetunionen indsatte også syv landgangsfartøjer med ca. 40.000 marineinfanterister i Middelhavet.
Meddelelsen ankom efter at Nixon var gået i seng. Kissinger indkaldte straks til et møde mellem de øverste ledere, herunder forsvarsminister James Schlesinger, direktøren for CIA William Colby og det Hvide Hus' stabschef Alexander Haig. Watergate-skandalen havde nået sit højdepunkt, og Nixon var så ophidset og ude af fatning, at de besluttede at håndtere sagen uden ham:
Da Kissinger spurgte Haig om [Nixon] skulle vækkes, svarede stabschefen i det Hvide Hus med eftertryk 'Nej.' Haig delte tydeligvis Kissingers fornemmelse af, at Nixon ikke ville være i stand til at træffe vigtige beslutninger. 
På mødet blev der lavet et forsonende svar, som blev sendt (på Nixons vegne) til Bresjnev. Samtidig blev det besluttet at hæve forsvarsberedskabet (DEFCON) fra fire til tre. Endelig blev det godkendt at sende en meddelelse til Sadat (igen på Nixons vegne), hvor han blev bedt om at opgive sin anmodning om sovjetisk assistance, og samtidig truet med, at hvis Sovjetunionen intervenerede, så gjorde USA det også.
Sovjetunionen opfangede hurtigt et øget amerikansk forsvarsberedskab og var forundret og forvirret over svaret. "Hvem skulle have troet, at amerikanerne var så lette at forskrække", sagde Nikolaj Podgorny. "Det er ikke fornuftigt at komme i krig med USA på grund af Egypten og Syrien", sagde premierminister Aleksej Kosygin, mens KGB-chefen Jurij Andropov tilføjede "Vi vil ikke starte den 3. Verdenskrig". Det endte med, at Sovjetunionen affandt sig med det arabiske nederlag. Brevet fra den amerikanske regering ankom under mødet. Bresjnev besluttede, at amerikanerne var for nervøse, og at det klogeste ville være at vente med at svare. Den næste morgen indvilligede egypterne i det amerikanske forslag, og opgav deres anmodning om bistand fra Sovjetunionen, hvilket bragte krisen til afslutning.

### Nedtrapning på nordfronten
På nordfronten havde syrerne været ved at forberede et massivt modangreb den 23. oktober. Ud over Syriens fem divisioner havde Irak leveret to og der var mindre troppestyrker fra andre arabiske lande, herunder Jordan. Sovjetunionen havde erstattet de fleste tab som de syriske kampvognsstyrker havde lidt i de første uger af krigen.
Dagen før offensiven skulle begynde, vedtog FN sin våbenhvile efter accept fra både Israel og Egypten. "Egyptens accept af våbenhvilen mandag [22. oktober] skabte et stort dilemma for Assad. Våbenhvilen var ikke bindende for ham, men dens implikationer kunne ikke ignoreres. Nogle i den syriske generalstab foretrak at gå videre med angrebet, og hævdede at hvis man gjorde ville Egypten føle sig tvunget til også at fortsætte krigen ... Andre argumenterede imidlertid for at fortsættelse af krigen ville legitimere Israels forsøg på at nedkæmpe den 3. egyptiske armé. I så tilfælde ville Egypten ikke komme Syrien til hjælp når Israel vendte sin fulde styrke mod nord og ødelagde Syriens infrastruktur og måske angreb Damaskus."
Til sidst besluttede Assad at afblæse offensiven, og den 23. oktober meddelte Syrien at det havde accepteret våbenhvilen og den irakiske regering beordrede sine styrker hjem.

### Forhandlinger efter våbenhvilen
Den 24. oktober vedtog FN's sikkerhedsråd resolution 339, som var en fornyet opfordring til alle parter om at overholde våbenhvilebetingelserne i resolution 338. Organiseret kamp var sluttet på alle fronter den 26. oktober. Adskillige luftangreb fandt sted mod den 3. armé fra den 25. til den 28. oktober. Våbenhvilen bragte ikke en afslutning på de sporadiske sammenstød langs våbenhvile linjerne, eller fjernede de militære spændinger.
Israel modtog Kissingers trussel om at støtte en FN resolution om tilbagetrækning, men inden de kunne svare sendte den egyptiske nationale sikkerhedsrådgiver Hafez Ismail en forbløffende meddelelse til Kissinger. Egypten var villig til at indgå i direkte forhandlinger med Israel, forudsat at israelerne ville tillade ikke-militære forsyninger at nå frem til deres arme og indvillige i en fuldstændig våbenstilstand.
Samtalerne fandt sted den 28. oktober mellem den israelske generalmajor Aharon Yariv og den egyptiske generalmajor Abdel Ghani el-Gamasy. Til sidst bragte Kissinger forslaget til Sadat, som godkendte det næsten uden debat. Der blev opstillet FN kontrolposter i stedet for israelske kontrolposter, ikke-militære forsyninger fik lov at passere og fanger blev udvekslet. Der fulgte et topmøde i Geneve og til sidst blev der udarbejdet et våbenstilstandsdokument. Den 18. januar underskrev Israel tilbagetrækningsaftalen til østsiden af kanalen, og de sidste af deres tropper trak sig tilbage fra vestsiden af kanalen den 5. marts 1974.
Mellem FN våbenhvilen og våbenstilstandsaftalen i januar foregik der en mindre udmattelseskrig mod de israelske styrker vest for kanalen, hvorunder 187 israelske soldater blev dræbt, 41 kampvogne ødelagt og 11 fly skudt ned.
På den syriske front resulterede Henry Kissinger penduldiplomati i en tilbagetrækningsaftale den 31. maj 1974 baseret på udveksling af krigsfanger, israelsk tilbagetrækning til våbenhvile linjen fra 1967. Israel beskyldte Syrien for at tortere dets krigsfanger, hvilket var en overtrædelse af Geneve konventionerne. Aftalen afsluttede de træfninger og artilleridueller som hyppigt havde foregået langs den israelsk-syriske våbenhvile linje. FN styrken UNDOF blev etableret som fredsbevarende styrke i Golan.

## Langtrækkende virkninger af krigen
Fredsforhandlingerne ved slutningen af krigen var første gang arabiske og israelske repræsentanter mødtes til direkte forhandlinger siden afslutningen af Israels uafhængighedskrig.
Krigen kunne bedst beskrives som et dødvande. Taktisk set havde Israel opnået territoriale gevinster i Golanhøjderne og havde omringet den 3. egyptiske armé. Nogle mener at våbenhvilen forhindrede Israel i at slå sit hårdeste stød, som det fremgår af en rapport fra United States Marine Corps:
De stod nu i en position hvor de truede det administrative og forsyningsmæssige bagland for hele den egyptiske hær. I vidt omfang på grund af indsatsen fra Sovjetunionen, som var bange for et alvorligt egyptisk nederlag, besluttede FN's sikkerhedsråd en våbenhvile med virkning fra den 22. oktober.
Rapporten hævder også at den arabiske side havde held til at overraske israelerne og alle verdens efterretningstjenester såvel strategisk som taktisk:
Fra et rent militært synspunkt var den første og vigtigste arabiske succes det strategiske og taktiske overraskelsesmoment, som blev opnået. Selv om det i ikke ringe omfang blev hjulpet på vej af fejltagelser begået af det israelske efterretningsvæsen og den politiske og militære ledelse i Israel må æren i første omgang gå til den særdeles sofistikerede vildledningsplan som egypterne stillede på benene. Det lykkedes at overbevise den israelske ledelse om, at den intensive militære aktivitet vest for kanalen i sommeren og efteråret 1973 blot var en række træningsoperationer og manøvrer. Denne vildledning må anses for at være en af de mest fremragende gennemførte vildledningsmanøvrer i krigshistorien. Planen fungerede ikke blot for så vidt angik det israelske efterretningsvæsen, men også i forhold til efterretningsvæsenerne verden over.
For de arabiske lande – og især Egypten – var det psykologiske trauma fra nederlaget i Seksdageskrigen blevet helet. På mange måder tillod det dem at forhandle med israelerne som ligeværdige. Men i betragtning af at krigen var startet så godt som de arabiske ledere kunne have ønsket sig, havde de ved krigens afslutning kun opnået begrænsede terrængevinster på Sinai fronten, mens Israel havde fået mere land i Golanhøjderne end før krigen, og Israel havde fået et fodfæste på det afrikanske kontinent vest for kanalen, så krigen overbeviste mange i den arabiske verden om at Israel ikke kunne besejres militært, og styrkede dermed fredsbevægelserne. Krigen bragte en afslutning på de gamle arabiske ambitioner om at ødelægge Israel med magt.
Krigen havde en forbløffende effekt på befolkningen i Israel. Efter deres sejr i Seksdageskrigen var det israelske militær blevet mageligt. Choket og det pludselige nederlag som indtraf først i krigen var et forfærdeligt psykologisk slag for israelerne, som troede at de havde den militære overmagt i regionen. Men med tiden gik det op for dem hvilket næsten uhørt omslag de havde opnået:
Vaklende under et overraskelsesangreb på to fronter mens hovedparten af hæren endnu ikke var mobiliseret og konfronteret med de overvældende nye realiteter på slagmarken var Israels situation en som sagtens kunne bringe stærke nationer i knæ; men indenfor få dage havde de genvundet fodfæstet og på mindre end to uger truede de begge lands hovedstæder, en bedrift som ikke har mange historiske paralleller.
I Israel var tabstallene høje. I forhold til befolkningstallet led Israel tre gange så store tab på tre ugers krig som USA havde i løbet af næsten 10 år i Vietnamkrigen. Krigen i 1973 skabte et større antal soldater, der led af granatchok og andre psykiske problemer end nogensinde tidligere. Antallet af psykiatriske tilfælde var så højt som 23,1 % af alle ikke-dødelige tilfælde. Den israelske hær var ikke forberedt på at håndtere sådanne tilfælde, fordi i alle tidligere krigen (med undtagelse af uafhængighedskrigen i 1948) opnåede israelerne ofte hurtige sejre med få tab.
Yom Kippur-Krigen derimod var kendetegnet ved dens dødsensfarlige og intense langvarige kampe og så skabte dermed så mange tilfælde af granatchok. Ariel Sharon, en farvestrålende general, pegede på denne realitet: "Jeg har kæmpet i 25 år, og alle de øvrige var blot slag. Dette her var rigtig krig."
Som svar på den amerikanske støtte til Israel besluttede de arabiske medlemmer af OPEC, anført af Saudi Arabien, at nedskære olieproduktionen med 5 % om måneden den 17. oktober. Den 19. oktober godkendte Nixon en stor tildeling af våbenforsyninger og $2,2 mia. i bevillinger til Israel. Som svar erklærede Saudi Arabien en olieembargo mod USA, som andre olieeksporterende lande senere tilsluttede sig og udvidede mod Holland og andre lande, hvilket afstedkom oliekrisen i 1973. .
Den indledende succes øgede Sadats popularitet voldsomt og gav ham langt stærkere kontrol over den egyptiske stat og mulighed for at indlede mange af de reformer, han mente var nødvendige. I de efterfølgende år blegnede populariteten og de ødelæggende regeringsfjendtlige fødevare optøjer i 1977 havde sloganet: "Helt fra Overgangen, hvor er vores morgenmad?"
("يا بطل العبور، فين الفطور؟", "Yā batl al-`abūr, fēn al-futūr?").

### Afledte konsekvenser i Israel
En protest mod den israelske regering begyndte fire måneder efter at krigen sluttede. Den blev anført af Motti Ashkenazi, kommandanten i Budapest, det nordligste af forterne i Bar-Lev linjen, og det eneste som ikke blev erobret af egypterne. Vreden mod den israelske regering (og især Dayan) var stor. Shimon Agranat, præsidenten for den israelske højesteret, blev bedt om at lede en undersøgelse, Agranat-kommissionen, af de begivenheder som førte op til krigen og tilbageslagene i de første dage.
Agranat-kommissionen offentliggjorde sine foreløbige konklusioner den 2. april 1974. Seks personer blev gjort ansvarlige for Israels fejltagelser:
- Hærens stabschef David Elazar blev indstillet til fyring, da kommissionen fandt at han bar "personligt ansvar for vurderingen af situationen og forsvarets parathed".
- Efterretningsvæsenet Alufs chef Eli Zeira og hans underordnede leder af forskningsafdelingen brigadegeneral Aryeh Shalev blev indstillet til fyring.
- Oberstløjtnant Bandman, lederen af Aman kontoret for Egypten og oberstløjtnant Gedelia, lederen af efterretningsvæsenet i Sydkommandoen blev indstillet til at blive overført til andre opgaver end efterretning.
- Shmuel Gonen, lederen af Sydfronten blev i den indledende rapport indstillet til at blive fjernet fra aktiv tjeneste.[124] Han blev tvunget til at forlade hæren efter offentliggørelsen af kommissionens endelige rapport den 30. januar 1975, som fandt at "han udførte ikke sine opgaver godt nok, og bærer en stor del af ansvaret for den farlige situation som vore tropper blev bragt i."[125]

I stedet for at lukke munden på offentligheden, betød rapporten, som "havde understreget, at den vurderede ministrenes ansvar for sikkerhedsmangler, ikke deres parlamentariske ansvar, som lå uden for dens mandat" at utilfredsheden voksede. Selv om den havde renset Meir og Dayan for ansvar blev kravet i offentligheden om deres tilbagetræden (især Dayans) stadig højere.
Endelig den 11. april 1974 trak Golda Meir sig tilbage. Hendes regering fulgte efter, herunder Dayan, som allerede to gange havde tilbudt at trække sig tilbage, hvilket begge gange blev afvist af Meir. Yitzhak Rabin, som havde tilbragt det meste af krigen med at være rådgiver for Elazar i en uofficiel rolle, blev leder af den nye regering, som blev indsat i juni.
I 1999 blev spørgsmålet genoptaget af den politiske ledelse i Israel for at undgå at lignende mangler bliver gentaget. Det israelske nationale sikkerhedsråd blev oprettet for at forbedre koordinationen mellem de forskellige israelske sikkerhedstjenester og efterretningsvæsener og den politiske side af regeringen.

### Camp David aftalerne
Rabins regering blev ramt af et par skandaler og han blev tvunget til at træde tilbage i 1977. Højrefløjspartiet Likud under ledelse af Menachem Begin vandt det efterfølgende valg. Det markerede et historisk skifte i det politiske landskab i Israel, da der for første gang kom en koalition til magten, som ikke blev ledet af det israelske arbejderparti.
Sadat, som var gået ind i krigen for at genvinde Sinai fra Israel, blev frustreret over det langsomme tempo i fredsprocessen. I et interview i 1977 med journalisten Walter Cronkite fra CBS indrømmede Sadat at han var åben for en mere konstruktiv dialog om fred – herunder et statsbesøg. Det lod til at åbne sluserne, da Begin, der var kendt for sin hårde linje, i et senere interview med samme journalist – måske for ikke at falde dårligt ud ved en sammenligning – sagde at han også ville se positivt på et bedre forhold og indbød til et sådant besøg. I november samme år tog Sadat så det initiativ, som var uden fortilfælde, at besøge Israel, hvorved han blev den første arabiske leder der gjorde noget sådant og dermed indirekte anerkendte Israel.
Denne handling satte fart i fredsprocessen. Den amerikanske præsident Jimmy Carter inviterede både Sadat og Begin til et topmøde på Camp David for at forhandle en endelig fredsaftale. Samtalerne foregik fra den 5. til 17. september 1978. Til sidst lykkedes det og Israel og Egypten underskrev den egyptisk-israelske fredsaftale i 1979. Israel trak sine tropper og bosættere tilbage fra Sinai til gengæld for en normalisering af forholdet til Egypten og en varig fred.
Mange i den arabiske verden var rasende over Egyptens fredsaftale med Israel. Egypten blev smidt ud af den Arabiske Liga. Indtil da havde Egypten "stået ved roret i den arabiske verden"
 Egyptens spændte forhold til sine arabiske naboer kulminerede i 1977 med den kortvarige Libysk-egyptiske krig.
To år senere blev Anwar Sadat snigmyrdet den 6. oktober 1981 mens han deltog i en parade, som markerede 8. årsdagen for krigen. Morderne var islamistiske medlemmer af hæren, som var rasende over hans forhandlinger med Israel.

### Højtideligholdelse
Den 6. oktober er en national helligdag i Egypten, som kaldes De væbnede styrkers dag. Det er også en national helligdag i Syrien.
I Egypten er mange steder opkaldt efter den 6. oktober og 10. dag i Ramadanen, den korresponderende dag i den islamiske kalender. Eksempler herpå er 6. oktober-broen i Kairo og byerne 6th of October City (Madinat as-Sadis min Uktubar) og 10th of Ramadan City.